# Иванов, Николай Николаевич (дипломат)
Николай Николаевич Иванов (1902—1965) — советский дипломат и экономист.
До 1938 года преподавал политэкономию. До 1940 года работал во Франции сначала секретарем, потом советником посольства (советским поверенным в делах во Франции).
Согласно воспоминаниям Ильи Эренбурга, Иванов спас ему жизнь, когда, узнав об аресте Эренбурга, через знакомство с Луи Жоржем добился его освобождения.
После возвращения в Москву был арестован за «антигерманские настроения», в рамках пакта Молотова — Риббентропа, по которому стороны взаимно обязались прекратить враждебную пропаганду по отношению друг к другу. Был приговорен Особым совещанием на 5 лет в сентябре 1941 года — в разгар Великой Отечественной войны. По мнению Иванова, осужден по доносу Льва Петровича Василевского (в мемуарах Эренбурга — Львов).
После освобождения сначала поселился в Иванове и устроился там на работу внештатным лектором Общества по распространению политических знаний.
Смог вернуться в Москву лишь спустя 13 лет после вынесения приговора.
Реабилитирован в 1954 году.